# جد ميتشر
جد ميتشر (بالإنجليزية: Jed Metcher)‏ مواليد 13 أبريل 1990 في ملبورن، هو متسابق دراجات نارية أسترالي. نافس في سباقات بطولة العالم لفئة 125 سي سي. كما شارك في بطولة العالم للسوبربايك وبطولة العالم للسوبرسبورت.

## وصلات خارجية
- جد ميتشر على موقع WorldSBK.com (الإنجليزية)

- الموقع الإلكتروني